# Boulevard Général Wahis
Pour les articles homonymes, voir Wahis.
Le boulevard Général Wahis (en néerlandais : Generaal Wahislaan) est une artère importante faisant partie de la grande ceinture de Bruxelles située sur le territoire de la commune de Schaerbeek, qui va du carrefour de l'avenue Chazal et du boulevard Lambermont à la place Général Meiser en passant par l'avenue des Jardins, le boulevard Léopold III, la rue des Pavots et la rue Paul Hymans.
Il est le prolongement du boulevard Lambermont et est prolongé par le boulevard Auguste Reyers.

Entre les nos 16 et 18 se trouve une voie d'accès vers un zoning industriel qui longe l'ancienne gare de Schaerbeek-Josaphat. Cette voie d'accès porte également le nom de boulevard Général Wahis jusqu'à la jonction avec la commune d'Evere, où cette rue s'appelle rue August De Boeck.
Ce boulevard porte le nom du militaire Théophile Wahis né à Menin le 27 avril 1844 et décédé le 26 janvier 1921.

## Adresses notables
- no 1 : Royal Tennis Club Lambermont
- no 2 : Texaco
- no 7 : ambassade du Ghana
- no 9 : ambassade du Birma
- no 16B : Tennis Club Set Wahis
- no 30 : Total
- no 31 : Jacques Brel y a habité de 1962 à 1965
- no 45 : ambassade du Lesotho
- no 230 : résidence Wahis (maison de repos)

## Parc Wahis
Localisation : 50° 51′ 37″ N, 4° 23′ 41″ E
Le parc Wahis est un petit parc de 57 ares situé entre les numéros 14 et 16 du boulevard Général Wahis et l'ancienne gare de Schaerbeek-Josaphat. En 2011, le parc a été rénové.

## Galerie de photos

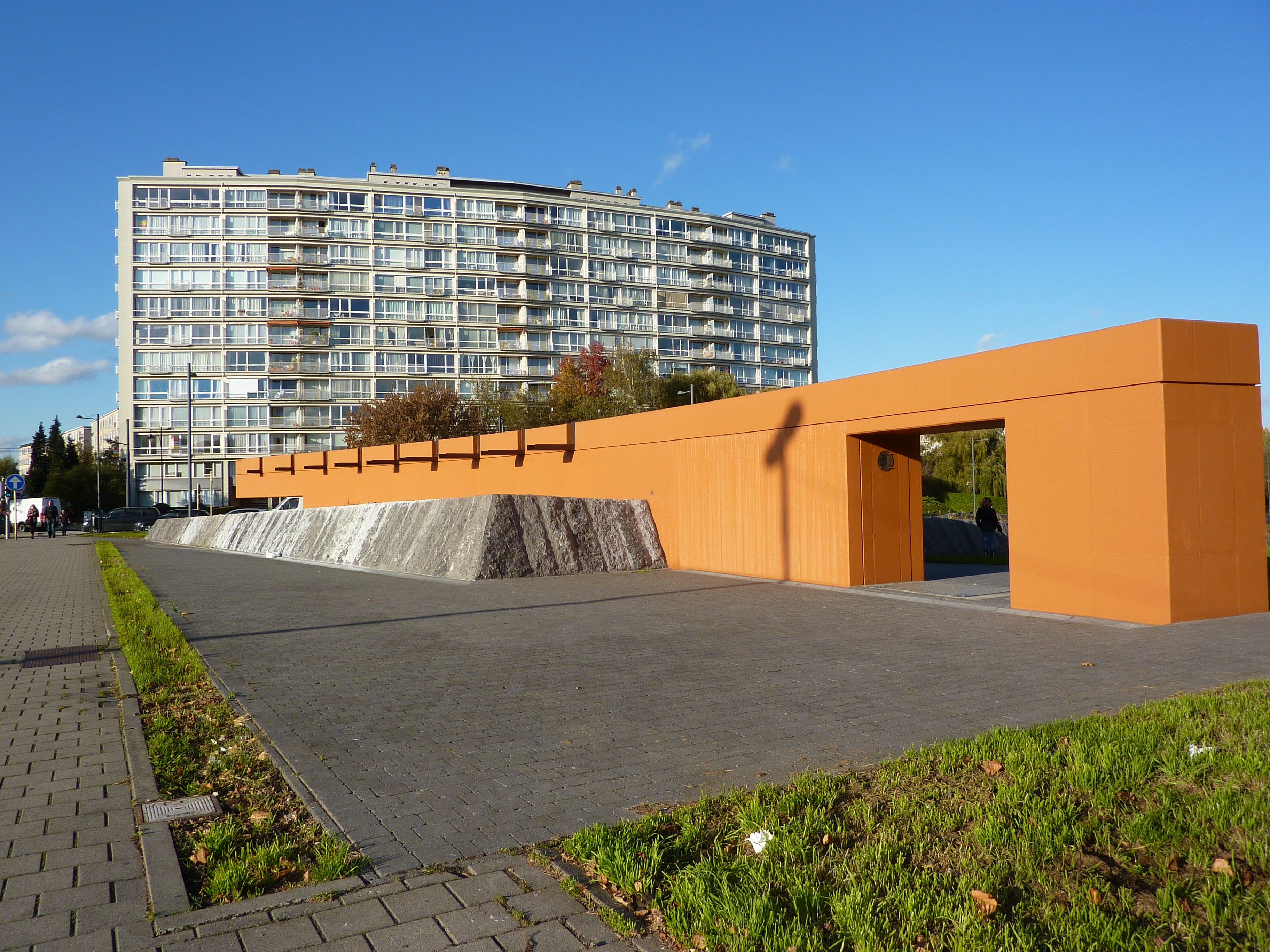
La fontaine Rivages
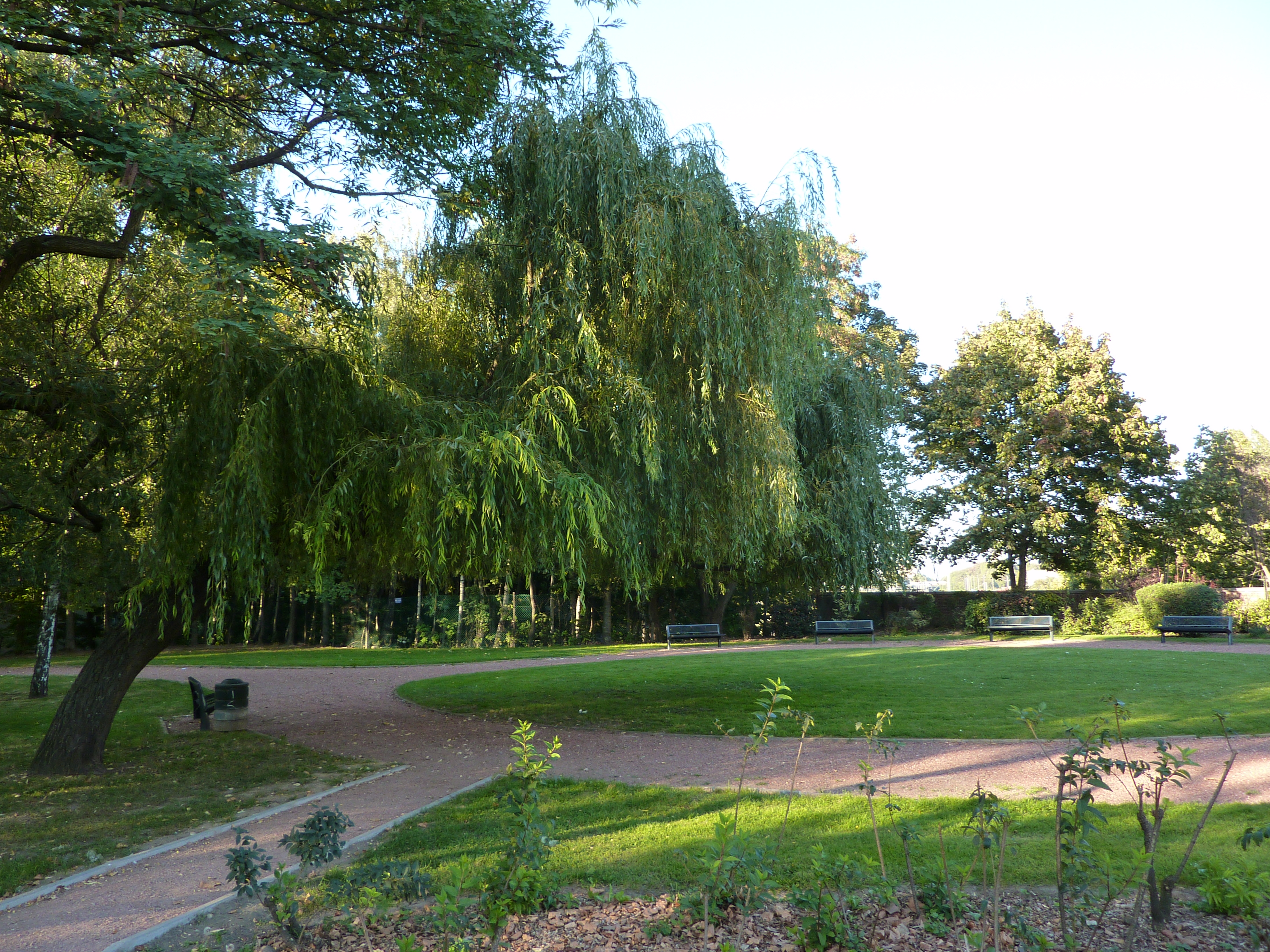
Le parc Wahis